# Lac des Cinq
Lac des Cinq är en sjö i Kanada.   Den ligger i regionen Mauricie och provinsen Québec, i den sydöstra delen av landet, 260 km nordost om huvudstaden Ottawa. Lac des Cinq ligger 276 meter över havet. Arean är 3,0 kvadratkilometer. Den sträcker sig 2,9 kilometer i nord-sydlig riktning, och 3,3 kilometer i öst-västlig riktning.
I omgivningarna runt Lac des Cinq växer i huvudsak blandskog. Trakten runt Lac des Cinq är nära nog obefolkad, med mindre än två invånare per kvadratkilometer.